# 小行星1820
小行星1820（1820 Lohmann）是一颗围绕太阳公转的小行星。1949年8月2日，卡爾·威廉·萊茵姆特在海德堡发现了此天体。
該小行星以德國天文學家韋納·羅曼（Werner Lohmann）命名。
这颗小行星的绝对星等为169.0442958615045等。